# ثماني كربونيل ثنائي الكوبالت
 ثماني كربونيل ثنائي الكوبالت  أو ثماني كربونيل الكوبالت معقد كربونيل له الصيغة Co2(CO)8 ، ويكون على شكل بلورات حمراء برتقالية.

## الخواص
- مركب ثماني كربونيل ثنائي الكوبالت ضعيف الانحلالية في الماء، لكنه ينحل في باقي المحلات العضوية مثل الكحول والإيثر الإيثيلي وثنائي كبريتيد الكربون.
- يمتلك ثماني كربونيل الكوبالت بنيتين، يحصل توازن بينهما كما في الشكل أدناه. في كلا الحاتين تتصل درتا الكوبالت برابطة تكون في إحداهما أطول من الأخرى.

## التحضير
يحضر معقد ثماني كربونيل ثنائي الكوبالت من تعريض برادة فلز الكوبالت إلى غاز أحادي أكسيد الكربون تحت الضغط.
كما يمكن فعل الشيء نفسه مع مركب يوديد الكوبالت الثنائي.
طريقة أخرى للتحضير تتمثل بالتفكك الحراري لمركب هيدريد كربونيل الكوبالت كما في المعادلة:
2HCo(CO)4 –Δ→ Co2(CO)8 + H2

## الاستخدامات
- يستخدم معقد ثماني كربونيل ثنائي الكوبالت بشكل رئيسي كحفاز في الكيمياء العضوية.